# Воскресенскхлеб
Воскресенскхле́б — промышленное предприятие (хлебозавод), находившееся в городе Воскресенске Московской области.

## История
В 1933 году в Воскресенске открывается пекарня для снабжения Воскресенского химического завода и завода «Гигант». Тогда в пекарне работало всего 36 человек. Хлеб изготавливался в больших печах. Которые топили углём и дровами.
Но город рос большими темпами, и пекарни на 36 сотрудников уже не хватало. В довоенные годы народным комиссаром пищевой промышленности СССР утверждён проект строительства хлебокомбината. И уже во время войны начинается строительство хлебокомбината.
В 1945 году строительство заканчивается. И хлебокомбинат начинает выпускать свою первую продукцию. В то время число работников уже стало 107 человек. Так же установили 4 новые печи ФТЛ-2 и две тестомесильными машинами с объёмом 600 литров.
В это время хлебокомбинат снабжал не только Воскресенск, но и ближние города. Такие как Егорьевск, Каширу, Озёры и Коломну.
В 1969 на предприятие происходит пожар и до 1971 года идёт реконструкция.
После реконструкции в 1972 площадь комбината увеличили. И она стала 1,5 гектара.
В 1975 году предприятию присвоено звание «Предприятие высокой культуры производства и организации труда». В 1976 были установлены две печи ХПА 40. Так же начали техническое переоснащение. В этот момент появились ночные заводы хлеба, контейнерная доставка и расширился ассортимент продукции. Так же начался капитальный ремонт, построили оздоровительный комплекс для рабочих и отстроены бытовые помещения.
В 1980 модернизировали КМЛ, что увеличило объём продукции на 23 %.
В 1992 году предприятие попало в рыночную экономику. И удержать предприятие на плаву помог Кинашевер Семён Яковлевич. Но он не только помог спасти предприятие, но и смог сделать его рентабельным.
В 1994 он вводит пекарню малой мощности, помогающие увеличить выпуск слоёных и сдобных изделий. Так же начали реконструкцию кондитерского цеха и обновили оборудование.
Это привело к росту предприятию и закреплению его на рынке. Оно становится одним из самых больших в Московской области.
2006 оно было зарегистрировано.
В 2015 году на предприятие уже работало 411 сотрудников.
Но в 2017 году, 10 ноября, предприятие почти обанкротилось. И прекратило деятельность в связи с его ликвидацией на основание арбитражного суда.
Так же 10 ноября 2017 года начинаются торги за предприятие. Его покупает "Производственная компания «ХЛЕБНИКЪ» за 1000100₽. Но после покупки возвращения предприятия не произошло.